# Khur (Fars)
Khūr (farsi خور) è una città dello shahrestān di Larestan, circoscrizione Centrale, nella provincia di Fars. Aveva, nel 2006, una popolazione di 6.370 abitanti. Fa praticamente parte dell'area metropolitana della città di Lar, si trova a sud della città vecchia.